# Georg Friedrich zu Solms-Braunfels
 Georg Friedrich Victor Heinrich Joseph Wilhelm Maria Johannes Emanuel Fürst zu Solms-Braunfels (* 13. Dezember 1890 in Frankfurt am Main; † 30. November 1970 in Braunfels) war 7. und letzter Fürst zu Solms-Braunfels.

## Familie
Fürst Georg Friedrich zu Solms-Braunfels entstammte der hessischen Hochadelsfamilie Solms-Braunfels, die 1742 in den Reichsfürstenstand erhoben wurde. Seine Eltern waren Georg zu Solms-Braunfels (1836–1891) und Donna Emanuela Gallone dei Principi di Tricase Moliterno (1854–1936). Er heiratete 8. Mai 1913 in Neapel Donna Beatrice Contessa Saluzzo (1888–1976).

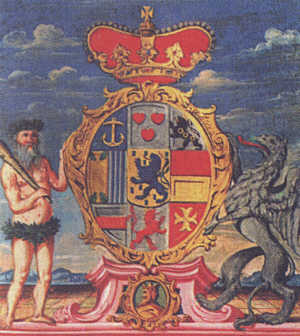
Wappen der Fürsten zu Solms-Braunfels

## Leben
Fürst Georg Friedrich zu Solms-Braunfels wurde 1915 durch Erbschaft Standesherr der Herrschaft Braunfels. Damit war ein erblicher Sitz im preußischen Herrenhaus verbunden. So wurde er zwar als Mitglied des Herrenhauses geführt, war diesem jedoch nicht beigetreten. 1915–1918 war er Mitglied der 1. Kammer der Landstände des Großherzogtums Hessen.
1963 wurden er und seine Frau Beatrice mit der Ernennung zu Ehrenbürgern der Stadt Braunfels geehrt. 1986 erfolgte die gleiche Ehrung für seine Tochter Gabriele sowie seinen Schwiegersohn Hans-Georg Graf von Oppersdorff-Solms-Braunfels.